# Bình An, An Giang
Bình An là một xã thuộc huyện Châu Thành, tỉnh Kiên Giang, Việt Nam.

## Địa lý
Xã Bình An có diện tích 33,45 km², dân số năm 2020 là 20.172 người, mật độ dân số đạt 603 người/km².

## Hành chính
Xã Bình An được chia thành 9 ấp: An Bình, An Lạc, An Ninh, An Phước, An Thành, An Thới, Gò Đất, Minh Phong, Xà Xiêm.

## Lịch sử
Sau năm 1975, Bình An là một xã thuộc huyện Châu Thành.
Ngày 3 tháng 6 năm 1978, Hội đồng Chính phủ ra Quyết định số 125-CP về việc chia huyện Châu Thành thuộc tỉnh Kiên Giang thành hai huyện lấy tên là huyện Hòn Đất và huyện Châu Thành và xã Bình An thuộc huyện Châu Thành.
Ngày 27 tháng 9 năm 1983, Hội đồng Bộ trưởng ban hành Quyết định số 107-HĐBT về việc chia xã Bình An thành 3 xã lấy tên là xã Bình An, xã Bình Đô và xã Bình Thới.